# Polhoranská vrchovina
Polhoranská vrchovina je geomorfologický podcelek Oravských Beskyd. Nejvyšší vrcholem podcelku je Beskydok, dosahující výšky 1169 m n. m.

## Vymezení
Podcelek zabírá střední část pohoří v nejsevernější části Slovenska a právě v této části dosahuje největší šířku. Lemuje státní hranici s Polskem, na jehož území se nachází Beskid Żywiecki. Východním směrem navazuje podcelek Babia hora, západním směrem Oravské Beskydy pokračují podcelkem Pilsko. Jižní okraj přechází do Podbeskydské brázdy. 

## Významné vrcholy
- Beskydok - nejvyšší vrchol území (1169 m n. m.)
- Borsučie (1004 m n. m.)
- Ostrý vrch (990 m n. m.)

## Ochrana přírody
Území patří do Chráněné krajinné oblasti Horná Orava . 

## Zajímavost
Na státní hranici se v katastru Oravské Polhory nachází nejsevernější bod Slovenska.